# Kleintettau
Kleintettau ist ein Gemeindeteil des Marktes Tettau im oberfränkischen Landkreis Kronach in Bayern.

## Geographie
Das Pfarrdorf liegt im Naturpark Frankenwald auf etwa 670 m ü. NHN unterhalb des Rennsteigs in einer Talsenke, die vom Bach Kleine Tettau, einem Zufluss der Tettau, durchflossen wird. Die Staatsstraße 2209 führt nach Steinbach am Wald zur Bundesstraße 85 (7 km südöstlich) bzw. nach Alexanderhütte (2,1 km südwestlich). Eine Gemeindeverbindungsstraße führt nach Tettau zur Staatsstraße 2201 (1,3 km westlich).

## Geschichte
Die Erstnennung war 1661 mit einer Gründung einer Glashütte an der Kleinen Tettau. Unzureichende Rentabilität führte ab den 1670er Jahren bis zum Ende des 17. Jahrhunderts zur Einstellung der Glasherstellung.
Gegen Ende des 18. Jahrhunderts gab es in Kleintettau 24 Anwesen (Glashütte, 17 Häuser, 4 Tropfhäuser, 3 halbe Häuser). Das Hochgericht übte das bayreuthische Amt Lauenstein aus. Die Dorf- und Gemeindeherrschaft sowie die Grundherrschaft über alle Anwesen hatte das Kastenamt Lauenstein.
1792 fiel das Markgraftum Bayreuth mit dem Amt Lauenstein und Langenau an das Königreich Preußen, bevor es durch den Grenz- und Landestauschvertrag vom 30. Juni 1803 in den Besitz des Kurfürstentums Bayern, später Königreich Bayern, überging. Von 1797 bis 1808 unterstand Kleintettau dem Justiz- und Kammeramt Lauenstein. Mit dem Ersten Gemeindeedikt wurde der Ort dem 1808 gebildeten Steuerdistrikt Langenau zugewiesen. Mit dem Zweiten Gemeindeedikt (1818) entstand die Ruralgemeinde Kleintettau. Sie war in Verwaltung und Gerichtsbarkeit dem Landgericht Lauenstein zugeordnet (1837 in Landgericht Ludwigsstadt umbenannt) und in der Finanzverwaltung dem Rentamt Lauenstein. 1815 wurde Kleintettau dem Rentamt Rothenkirchen überwiesen (1919 in Finanzamt Rothenkirchen umbenannt). Von 1862 bis 1880 und von 1888 bis 1931 gehörte Kleintettau zum Bezirksamt Teuschnitz, von 1880 bis 1888 und ab 1931 zum Bezirksamt Kronach (1939 in Landkreis Kronach umbenannt). Die Gerichtsbarkeit blieb beim Landgericht Ludwigsstadt (1879 in das Amtsgericht Ludwigsstadt umgewandelt, das seit 1956 eine Zweigstelle des Amtsgerichts Kronach ist). Die Finanzverwaltung wurde 1929 vom Finanzamt Kronach übernommen. Die Gemeinde hatte 1885 eine Fläche von 0,521 km², die sich vor 1952 auf 0,658 km² vergrößerte.
Ab 1865 gehörte neben der alteingesessenen Familie Heinz die Familie Hammerschmidt zu den Glasmacherfamilien. Eine evangelische Bekenntnisschule befand sich im Ort. Im Jahr 1900 wurde ein Schulhaus errichtet, das nach einem Feuer 1912 durch einen Neubau ersetzt wurde. Am 19. Juni 1904 brannte die alte hölzerne, holzbefeuerte Dorfglashütte bis auf die Grundmauern nieder. Der Wiederaufbau folgte als moderne generatorgasbetriebene Hütte durch die Glasmeister Carl August Heinz und Christian Hammerschmidt. 1924 wurde Kleintettau an das Stromnetz der Elektrizitätswerke in Probstzella angeschlossen. Der Bau einer Wohnsiedlung mit 27 Siedlungshäusern und zwei Behelfsheimen erfolgte von 1937 bis 1941.
Nach dem Zweiten Weltkrieg prägte bis 1989 die direkte Lage an der innerdeutschen Grenze den Ort. Das Absatzgebiet der Glasindustrie verkleinerte sich, der Transport der Rohstoffe und Fertigwaren wurde aufwändiger und die Facharbeitskräfte aus Thüringen fielen weg.
Am 5. Oktober 1958 wurde ein neues Schulhaus eingeweiht. 1973 wurde Kleintettau an die Fernwasserversorgung angeschlossen, 1979 folgte der Anschluss an die Erdgasversorgung. Kleintettau war die steuerstärkste Gemeinde im Landkreis Kronach.
1976 wurde der Verlauf der innerdeutschen Grenze geändert und der thüringische Ort Kleinlichtenhain mit seinen drei Häusern eingegliedert. Am 1. Mai 1978 folgte die Eingemeindung Kleintettaus nach Tettau.

### Einwohnerentwicklung
| Jahr | Einwohner | Häuser | Quelle |
| ---- | --------- | ------ | ------ |
| 1766 | 115       | 17     | [ 9 ]  |
| 1801 | 155       | 18     | [ 13 ] |
| 1818 | 214       | 21     | [ 6 ]  |
| 1840 | 281       |        | [ 14 ] |
| 1852 | 251       |        | [ 14 ] |
| 1855 | 269       |        | [ 14 ] |
| 1861 | 288       |        | [ 15 ] |
| 1867 | 288       |        | [ 16 ] |
| 1871 | 291       | 31     | [ 17 ] |
| 1875 | 303       |        | [ 18 ] |
| 1880 | 321       |        | [ 19 ] |
| 1885 | 275       | 33     | [ 7 ]  |
| 1890 | 288       | 33     | [ 20 ] |
| 1895 | 272       |        | [ 14 ] |

| Jahr | Einwohner | Häuser | Quelle |
| ---- | --------- | ------ | ------ |
| 1900 | 270       | 33     | [ 21 ] |
| 1905 | 368       |        | [ 14 ] |
| 1910 | 365       |        | [ 22 ] |
| 1919 | 408       |        | [ 14 ] |
| 1925 | 402       | 46     | [ 23 ] |
| 1933 | 433       |        | [ 24 ] |
| 1939 | 444       |        | [ 24 ] |
| 1946 | 472       |        | [ 24 ] |
| 1950 | 457       | 87     | [ 8 ]  |
| 1952 | 448       |        | [ 24 ] |
| 1961 | 798       | 135    | [ 25 ] |
| 1970 | 775       |        | [ 26 ] |
| 1987 | 764       | 195    | [ 27 ] |
| 2011 | 800       |        | [ 1 ]  |

## Sehenswürdigkeiten

### Evangelisch-lutherische Auferstehungskirche

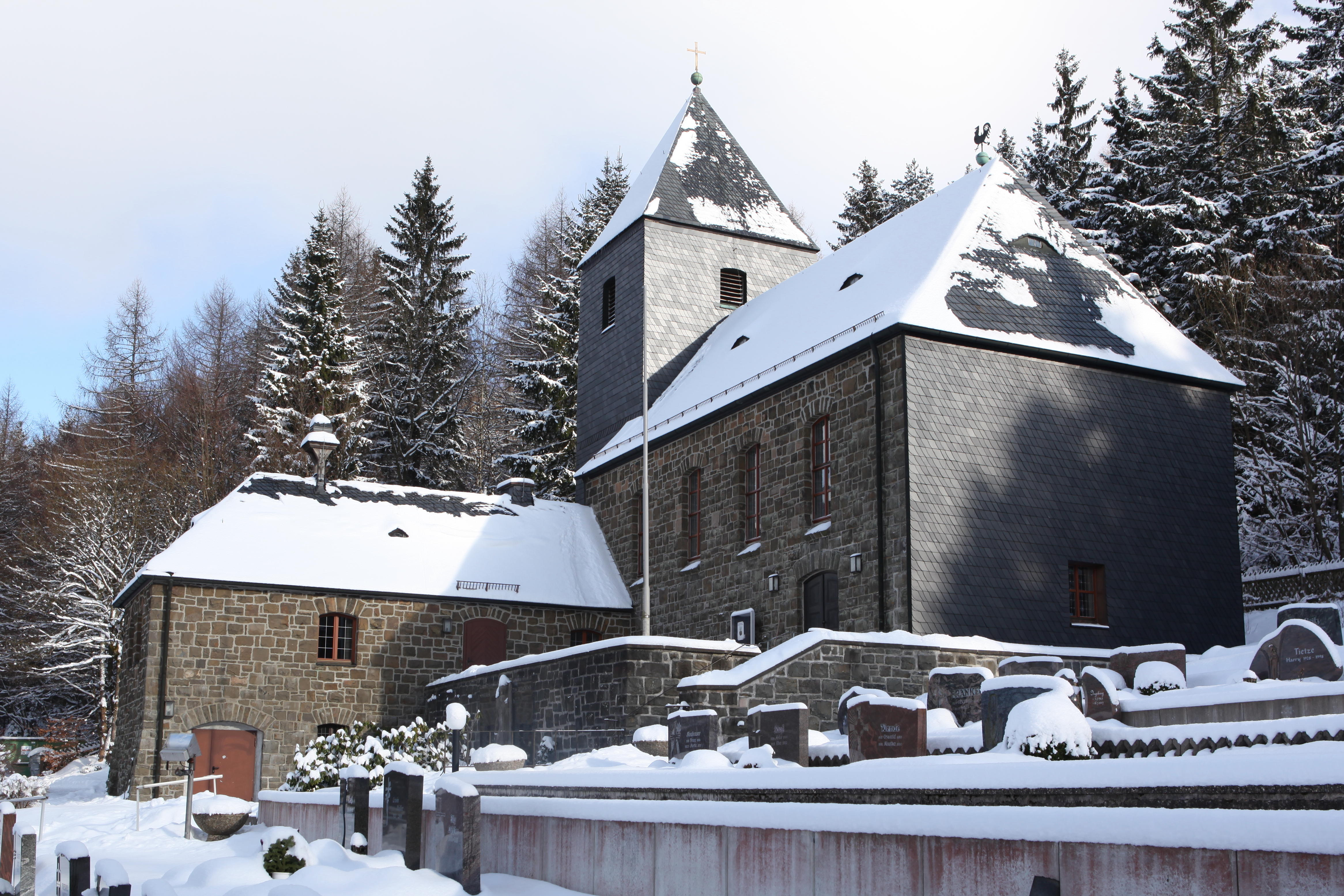
Auferstehungskirche

Zur Finanzierung einer Kirche in Kleintettau wurde 1937 ein Kirchenbauverein gegründet. Am 26. August 1951 wurde die Auferstehungskirche mit dem Gemeindesaal und der Leichenhalle eingeweiht. Sie entstand nach Plänen des Coburger Architekten Reinhard Claaßen.

### Tropenhaus Klein Eden

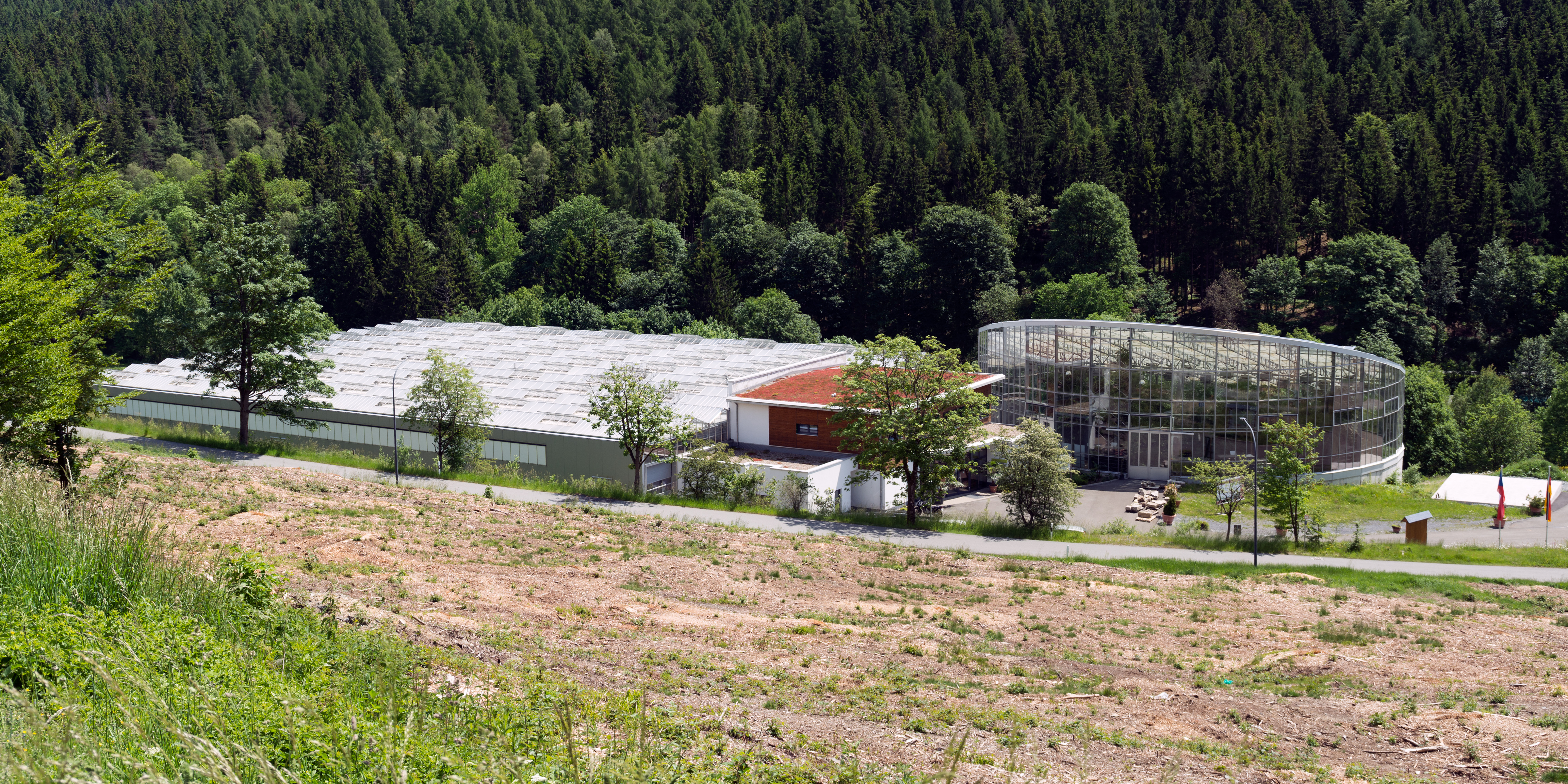
Tropenhaus

Das Tropenhaus Klein Eden in Kleintettau entstand 2011. Es wurde am 13. Juni 2014 für Besucher geöffnet. Fünf Millionen Euro kostete das Projekt, drei Millionen davon kamen von der Europäischen Union, weitere 500.000 Euro steuerte der Freistaat Bayern aus dem Umweltfonds bei. Das Glashaus mit 3500 Quadratmetern Fläche wird mit der Prozesswärme des benachbarten Glaswerkes Heinz-Glas beheizt. Insbesondere soll der wirtschaftlich rentable Anbau tropischer Früchte unter Glas in Mitteleuropa untersucht werden.

### Europäisches Flakonglasmuseum

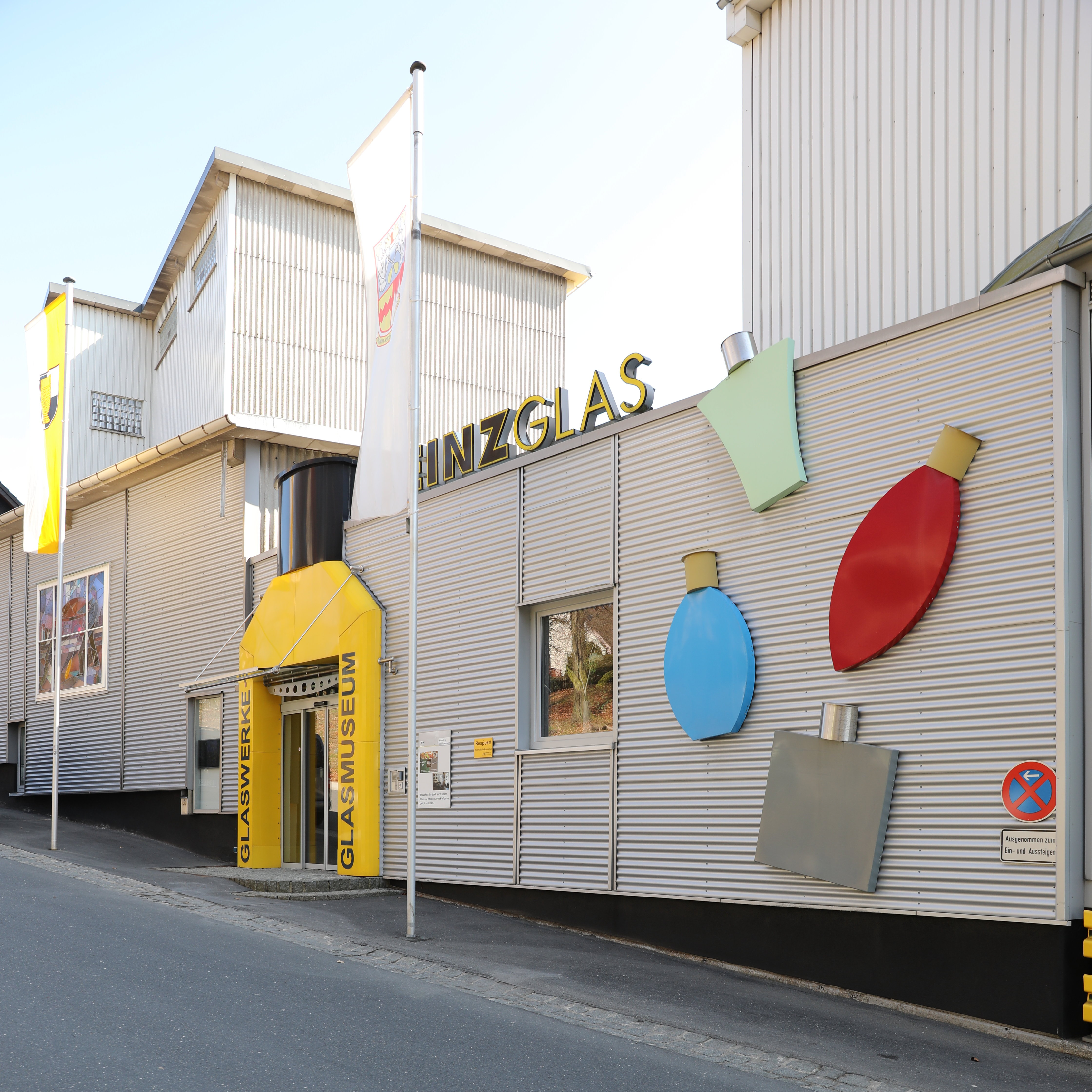
Glasmuseum

Die Idee, ein Glasmuseum in Kleintettau zu errichten, kam bereits Anfang der 1980er Jahre auf. Allerdings erwies sich die Realisierung durch den abgelegenen Standort an der innerdeutschen Grenze als schwierig. Der Förderverein Glasbewahrer am Rennsteig e. V. stellt mit dem Europäischen Flakonglasmuseum, das im Dezember 2008 eröffnet wurde, die Geschichte der fast 350-jährigen Glasmachertradition im Frankenwald dar. Die Entwicklung des Glasflakons von den antiken Anfängen bis zur Moderne wird ebenso vermittelt wie die allgemeine Parfüm- und Kosmetikkultur Europas.
In den ersten zehn Jahren seines Bestehens hatte das Museum fast 56.000 Besucher, die wechselnde Exponate, Spezialsammlungen und Sonderausstellungen auf inzwischen 600 Quadratmetern angewachsener Ausstellungsfläche besichtigten. Einen Einblick in den Sammlungsbestand von etwa 7000 Objekten gewährt Ein kleiner Duft-(Ver-)Führer, der über die Vielfalt menschlicher Schicksale, Hersteller, Design und Materialien, die weit über das Thema Glas und den kosmetischen Flakon hinausreichen, berichtet.

### Baudenkmäler
- Christian-Hammerschmidt-Straße 17: Wohnhaus
- Christian-Hammerschmidt-Straße 52: Fabrikantenvilla

## Religion
Kleintettau ist seit der Reformation evangelisch-lutherisch geprägt und war ursprünglich nach St. Christophorus in Langenau gepfarrt. Im 20. Jahrhundert wurde es nach Ad Portam Coeli in Tettau umgepfarrt. 1871 waren nur 1 % der Bevölkerung katholisch, 1925 waren es bereits 8 %. Sie wurden zunächst von der Pfarrei St. Nikolaus in Windheim betreut. Seit den 1960er Jahren ist St. Laurentius in Buchbach für sie zuständig.

## Wirtschaft
Die Geschichte Kleintettaus ist mit der Glasherstellung eng verbunden. Das Familienunternehmen Heinz-Glas, seit 1622 existierend, produziert seit 1697 in Kleintettau. Es betreibt ein weiteres Glaswerk in Piesau und hat in der Region insgesamt rund 1500 Mitarbeiter (Stand 2018), etwa 800 sind es in Kleintettau. Im Jahr 1955 begann Heinz mit der Produktion von Kunststoffflaschen. Das 1953 gegründete Unternehmen Ernst Röser ist seit 1964 in Kleintettau ansässig. Es hat rund 400 Mitarbeiter (2024), davon 60 in Spechtsbrunn, die insbesondere mit Siebdruckverfahren Glas, Kunststoff und Aluminium veredeln.